# Jonas Wiesen

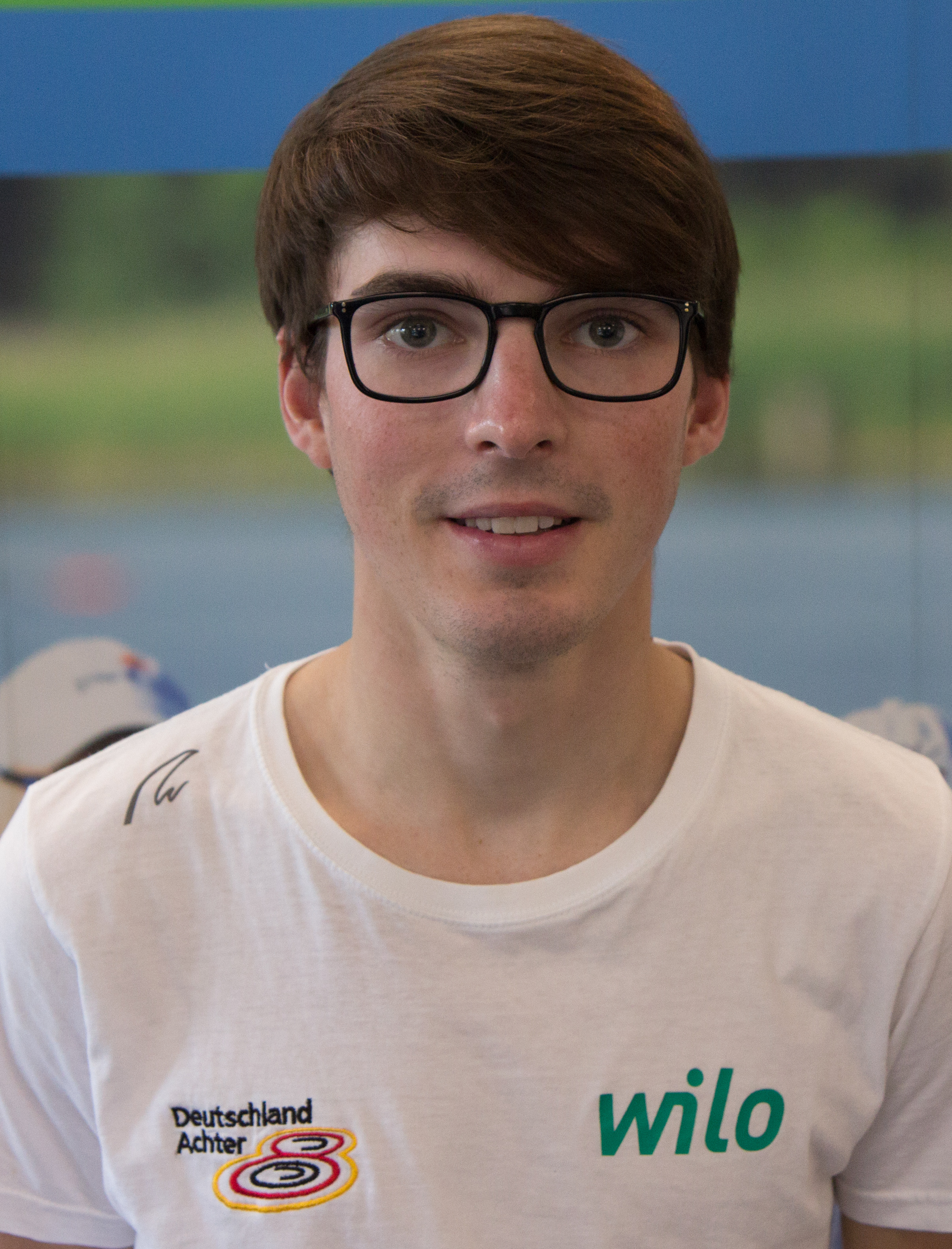
Jonas Wiesen, 2017

Jonas Wiesen (* 18. Juli 1996 in Koblenz) ist ein deutscher Steuermann im Rudern.

## Sportliche Karriere
Jonas Wiesen steuerte bei den U23-Weltmeisterschaften 2013 den Vierer mit Steuermann und erhielt die Bronzemedaille. Im gleichen Jahr trat er mit Paul Schröter und Bastian Bechler im Zweier mit Steuermann bei den Ruder-Weltmeisterschaften in der Erwachsenenklasse an und gewann die Silbermedaille hinter dem italienischen Boot. 2014 gewann Wiesen mit Peter Kluge und Alexander Egler bei der Weltcup-Regatta in Luzern. Nach dem vierten Platz mit dem Achter bei den U23-Weltmeisterschaften gewann er bei den Weltmeisterschaften in Amsterdam mit Kluge und Egler Bronze hinter den Neuseeländern und den Briten. 2015 siegte Jonas Wiesen mit dem Achter bei den U23-Weltmeisterschaften. Bei den Weltmeisterschaften 2015 trat er mit Jakob Schneider und Clemens Ernsting an, der Zweier gewann Silber hinter dem britischen Boot. 2016 belegte der von Wiesen gesteuerte Achter den dritten Platz bei den U23-Weltmeisterschaften, 2017 kam der Achter auf den fünften Platz. Bei den Weltmeisterschaften 2017 wurde letztmals ein Wettbewerb in der Bootsklasse Zweier mit Steuermann ausgetragen, das deutsche Boot mit Malte Großmann, Finn Schröder und Jonas Wiesen erhielt die Bronzemedaille hinter den Ungarn und den Australiern.
2022 wurde Jonas Wiesen als Nachfolger von Martin Sauer Steuermann des Deutschland-Achters. Nach einem vierten Platz bei den Europameisterschaften 2022 belegte der Achter den siebten Platz bei den Weltmeisterschaften in Račice u Štětí. 2023 erreichte Wiesen mit dem Deutschland-Achter den vierten Platz bei den Europameisterschaften und den fünften Platz bei den Weltmeisterschaften. 2024 folgte der Gewinn der Silbermedaille bei den Europameisterschaften in Szeged und der vierte Platz bei den Olympischen Spielen in Paris.
Der 1,69 m große Jonas Wiesen gehört der Rudergesellschaft Treis-Karden 1969 an. Er ist verheiratet mit der Steuerfrau Larina Aylin Hillemann.